# Cyprus op het Eurovisiesongfestival 2023

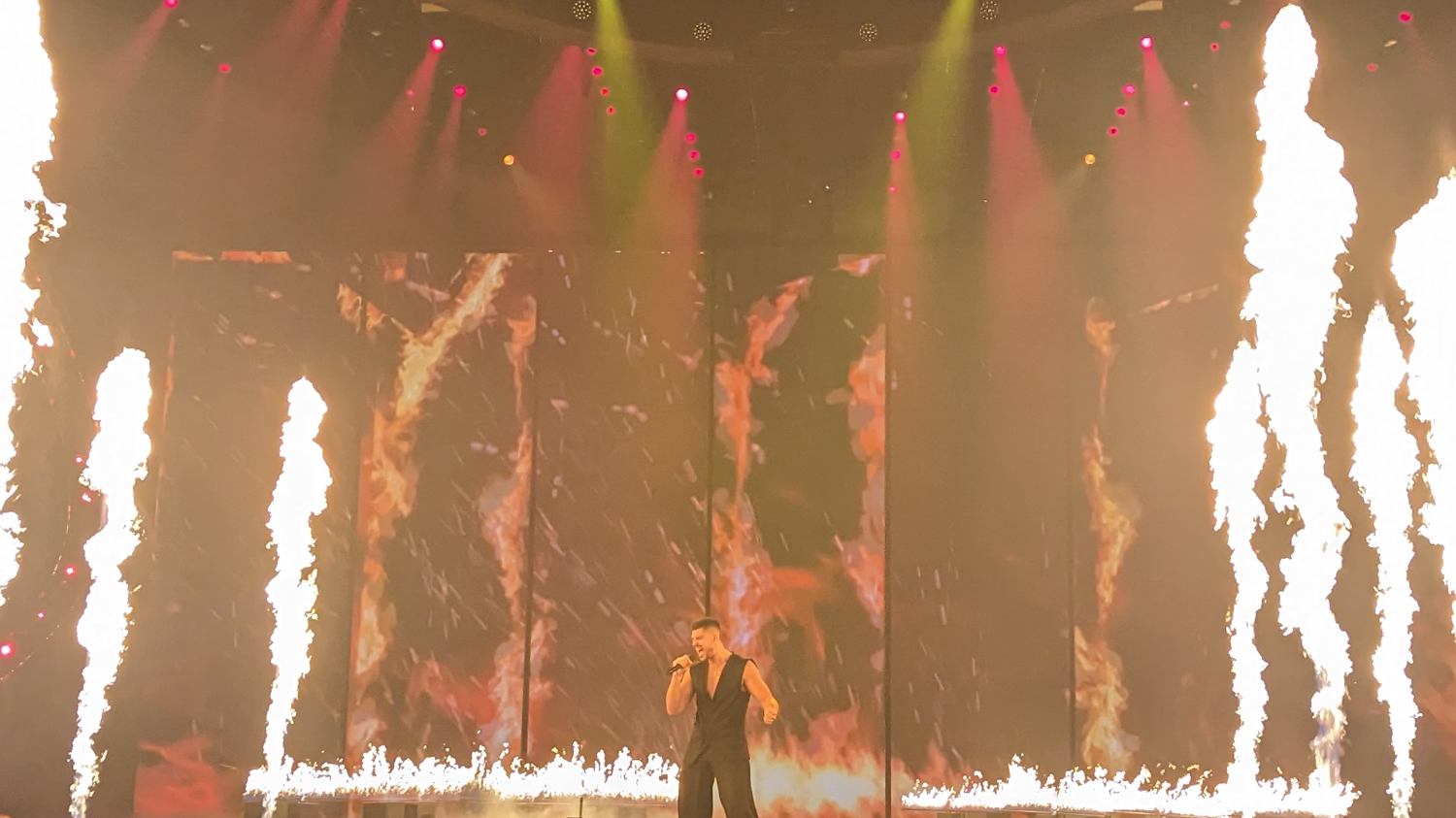
Andrew Lambrou tijdens de jury finale in Liverpool.

Cyprus nam deel aan het Eurovisiesongfestival 2023 in Liverpool, in het Verenigd Koninkrijk. Het was de 39ste deelname van het land aan het Eurovisiesongfestival. CyBC was verantwoordelijk voor de Cypriotische bijdrage voor de editie van 2023.

## Selectieprocedure
Op 17 oktober 2022 bevestigde de Cypriotische openbare omroep te zullen deelnemen aan de komende editie van het Eurovisiesongfestival. CyBC gaf meteen mee dat Andrew Lambrou intern was geselecteerd om het eiland te vertegenwoordigen in Liverpool. In 2022 nam hij deel aan de Australische preselectie voor het Eurovisiesongfestival. Met welk lied hij zou deelnemen, werd op een later tijdstip bekendgemaakt.

## In Liverpool
Cyprus trad aan in de tweede halve finale op donderdag 11 mei 2023. Met een opvallende waterval act stootte de zanger vlotjes door naar de finale. In de finale trad hij in de eerste helft op, en eindigde hij op een 12de plaats met 126 punten. Griekenland gaf de volle 12 televoting punten aan Cyprus. Opvallend bij de Griekse jury's viel Andrew minder in de smaak dan gewoonlijk.
1981 · 1982 · 1983 · 1984 · 1985 · 1986 · 1987 · 1988 · 1989 · 1990 · 1991 · 1992 · 1993 · 1994 · 1995 · 1996 · 1997 · 1998 · 1999 · 2000 · 2001 · 2002 · 2003 · 2004 · 2005 · 2006 · 2007 · 2008 · 2009 · 2010 · 2011 · 2012 · 2013 · 2014 · 2015 · 2016 · 2017 · 2018 · 2019 · 2020 · 2021 · 2022 · 2023 · 2024 · 2025
Albanië · Armenië · Australië · Azerbeidzjan · België · Cyprus · Denemarken · Duitsland · Estland · Finland · Frankrijk · Georgië · Griekenland · Ierland · IJsland · Israël · Italië · Kroatië · Letland · Litouwen · Malta · Moldavië · Nederland · Noorwegen · Oekraïne · Oostenrijk · Polen · Portugal · Roemenië · San Marino · Servië · Slovenië · Spanje · Tsjechië · Verenigd Koninkrijk · Zweden · Zwitserland